# Chromis struhsakeri
Chromis struhsakeri es una especie de peces de la familia Pomacentridae en el orden de los Perciformes.

## Hábitat
Es un pez de mar.

## Distribución geográfica
És un endemismo de las Hawái.